# Suíte para Orquestra de Variedades

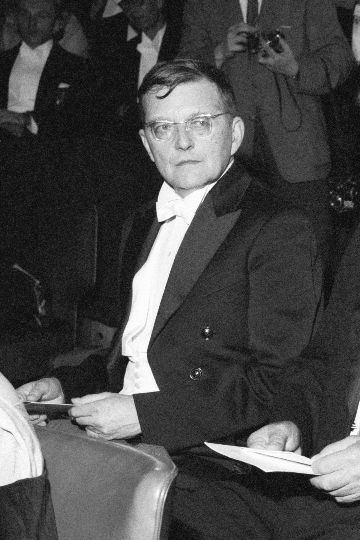
Compositor russo Dmitri Shostakovich (1906–1975) durante sua visita à Finlândia.

A Suíte para Orquestra de Variedades (pós-1956) é uma composição em oito andamentos de Dmitri Shostakovich, que durante muitos anos foi erroneamente identificada com a Suíte para Orquestra de Jazz nº 2 (1938), uma composição com 3 andamentos que se perdeu durante a Segunda Guerra Mundial. Shostakovich denominou a sua suíte para orquestra de variedades como suíte "nº 1", embora se desconheça a existência da suíte "nº 2".
A Suíte foi apresentada pela primeira vez na Europa ocidental a 1 de Dezembro de 1988, no Barbican Hall, em Londres, sob a direcção de Mstislav Rostropovich ainda como Suíte para Orquestra de Jazz nº 2. Foi gravada em 1991 por Riccardo Chailly à frente da Orquestra Real do Concertgebouw, (e também erroneamente identificada com a Suíte Jazz nº 2) e publicada num disco intitulado Shostakovich: The Jazz Album (Decca 33702).  A Valsa nº 2 gravada por Chailly viria a ser utilizada em 1999 na banda sonora do filme de Stanley Kubrick, Eyes Wide Shut.
Julga-se que a Suíte para Orquestra de Variedades foi composta pelo menos depois de 1956, uma vez que Shostakovich utilizou temas do filme The First Echelon produzido nesse mesmo ano. De facto, a maior parte da suíte é composta a partir da reutilização de material do filme:
- A Marcha e o Final são baseados na Marcha de Korzinkina’s Adventures, Op. 59 (1940).
- A Dança nº 1 foi adaptada de The Market Place (nº 16), do filme The Gadfly, Op. 97 (1955).
- A Dança nº 2 tem origem em Invitation to a Rendezvous (nº 20), de The Limpid Stream, Op. 39 (1934-35) [inspirada ela própria em "Mime and Dance of the Pope" (nº 19) de The Bolt, Op.27 (1930-31)].
- A Valsa nº 2 foi adaptada da Valsa da Suite from The First Echelon, Op. 99a (1956).

## Movimentos
De acordo com as instruções do compositor, os movimentos da suíte podem ser executados em qualquer ordem.  A ordem apresentada pela DSCH na série New Collected Works é a seguinte:
1. Marcha (Giocoso. Alla marcia)
2. Dança nº 1 (Presto)
3. Dança nº 2 (Allegretto scherzando)
4. Pequena Polka (Allegretto)
5. Valsa lírica (Allegretto)
6. Valsa nº 1 (Sostenuto)
7. Valsa nº 2 (Allegretto poco moderato)
8. Final (Allegro moderato)